# Hong Kong Airlines
Hong Kong Airlines és una aerolínia amb seu a Hong Kong. Fou fundada el 2001 com a CR Airways i inicià les seves operacions el 5 de juliol del 2003. Fou la primera aerolínia a obtenir un certificat després del retorn de Hong Kong a la Xina. L'aerolínia porta la seva designació actual de Hong Kong Airlines Limited (o Hong Kong Airlines) des del 30 de setembre del 2006.

## Comandes d'aeronaus
El 20 de desembre del 2005, l'empresa signà un memoràndum d'entesa amb Boeing per adquirir 30 Boeing 737-800 i 10 Boeing 787. Tanmateix, segons el web de l'aerolínia, tan sols té una comanda en ferm per a quatre Boeing 737-800, sense mencionar-ne cap per als Boeing 787.
El 21 de juny del 2007, la companyia signà un memoràndum d'entesa amb Airbus per a l'adquisició de 30 Airbus A320, 20 Airbus A330-200 equipats amb motors Rolls-Royce Trent 700 i un Airbus Corporate Jet. La comanda fou posteriorment confirmada per la signatura d'un contracte en ferm amb Airbus el 12 de setembre del 2007 i serà compartida entre l'empresa i la seva empresa germana de Hong Kong, Express Airways. El desembre del 2008, tres de les 20 unitats d'A330-200 inicialment encarregades foren convertides en A330-300 i transferides a Hong Kong International Aviation Leasing Co., Ltd. Seran operats per Hong Kong Airlines.
El 4 de febrer del 2010, Airbus anuncià un altre memoràndum d'entesa signat amb Hong Kong Airlines per adquirir 6 Airbus A330-200. Estan equipats amb motors Pratt & Whitney PW4000 i originalment foren encarregats pel Grup Marsans. Alhora, un dels A330-243 encarregats fou convertit en un -343.
A la Fira Aeronàutica de Farnborough, el juliol del 2010, Airbus anuncià que Hong Kong Airlines havia signat un memoràndum d'entesa per convertir comandes per a 15 A330 en A350 i fer una comanda addicional de 10 A330-200. No s'anuncià la selecció de motor per als A330.